# Зеуан-Бей
Зеуан-Бей (рум. Zăuan-Băi) — село у повіті Селаж в Румунії. Входить до складу комуни Іп.
Село розташоване на відстані 411 км на північний захід від Бухареста, 31 км на захід від Залеу, 89 км на північний захід від Клуж-Напоки.

## Населення
За даними перепису населення 2002 року у селі проживали 111 осіб.
Національний склад населення села:
| Національність | Кількість осіб | Відсоток |
| -------------- | -------------- | -------- |
| словаки        | 99             | 89,2%    |
| румуни         | 12             | 10,8%    |

Рідною мовою назвали:
| Мова      | Кількість осіб | Відсоток |
| --------- | -------------- | -------- |
| словацька | 99             | 89,2%    |
| румунська | 12             | 10,8%    |